# Paul Monnier
Pour les articles homonymes, voir Monnier.
Paul Monnier, né le 3 août 1907 à Montana-Vermala et mort à Genève le 24 février 1982, est un peintre suisse originaire de Grimentz.

## Biographie
Il fréquente de nombreux collèges en Valais dont Brigue, Sion, Martigny et St-Maurice. Au décès de son père en 1924, sa mère le retire du collège et, entre 1924 et 1930, Paul Monnier est à l'École des beaux-arts à Genève, où il eut comme professeur Fernand Bovy, Philippe Hainard, Serge Panke et James Vibert. Membre de l'École des Pâquis.
« L'École des Pâquis est arrivée simplement et sans effort en laissant naturellement de côté toute vanité encombrante et tout débordement de personnalité. ...Ils (ces artistes) appartiennent à cette génération d'après-guerre où l'on ne rêve plus de surhomme. Ils préfèrent les subtilités du métier aux théories esthétiques. Aussi lorsque la paresse, les alcools, la bohème et les combines ne les tentent pas trop, sont-ils capables d'efforts autrement disciplinés que ceux que nous avons fait depuis plus de 30 ans. En somme vive la jeunesse d'après guerre dont on a trop médit. »
Entre 1930 et 1932 il voyage aux Indes, Indochine, Tonkin.
Il écrit: « Je perds mon temps en essayant de supprimer ce métier de ma vie. La peinture c'est mon métier, mon vrai et seul métier. » (Vizagapatam, 3 juin 1931. Lettre à C. J.).
Entre 1932 et 1936 il réside à Genève ; puis de 1936 à 1949 à Sierre. De 1949 à 1970 à Lausanne et enfin, de 1970 à 1982, à Genève. Il repose aux côtés de sa femme dans le petit cimetière de Saint-Sixt en Haute-Savoie.

## Expositions
- Suisse : Genève ; Sion ; Sierre ; Martigny ; Zurich.
- Italie : Milan, Ve Triennale.
- Espagne : Madrid, Exposition internationale d'art artisanal.
- Autriche : Salzbourg, Kirchliche Kunst.
- URSS : Moscou, Artistes suisses.
- France : Paris, Salon international de l'Art libre ; Paris, Salon des Artistes français (invité).

## Décorations - Vitraux - Mosaïques
- Inde : Yenubaruvu.
- France : Le Fayet, Église Notre-Dame des Alpes - (Architecte : Maurice Novarina).
- Suisse : parmi plus de 60 réalisations : Abbaye de Saint-Maurice, Sion (cathédrale), Sion (chapelle Sainte-Ursule), Crans-Montana (église paroissiale), Haute-Nendaz (église Saint-Michel), Viège (église Saint-Martin), Zurich (église Saint-Konrad), Zurich-Enge (église des Trois-Rois), Zurich-Hottingue (Mission catholique de langue française, 1964) Dubendorf (Maria-Friedenskirche), Lausanne (église Saint-Joseph), Genève (basilique Notre-Dame), fresque centrale de l'église paroissiale de Saillon. Il a travaillé avec Alexandre Cingria et Gino Severini (Lausanne, Notre-Dame du Valentin).

## Illustrations
- Nourritures valaisannes. Maurice Zermatten, LUF, Fribourg, 1938.
- Notre ami le Vin. Pierre Courthion, W. Egloff, Fribourg, 1943.
- Le parcours du Haut-Rhône. Charles-Albert Cingria, W. Egloff, Fribourg, 1944.
- Le bazar de la Charité. Paul Morand, Club des bibliophiles, Genève, 1944.

## Galerie d'images

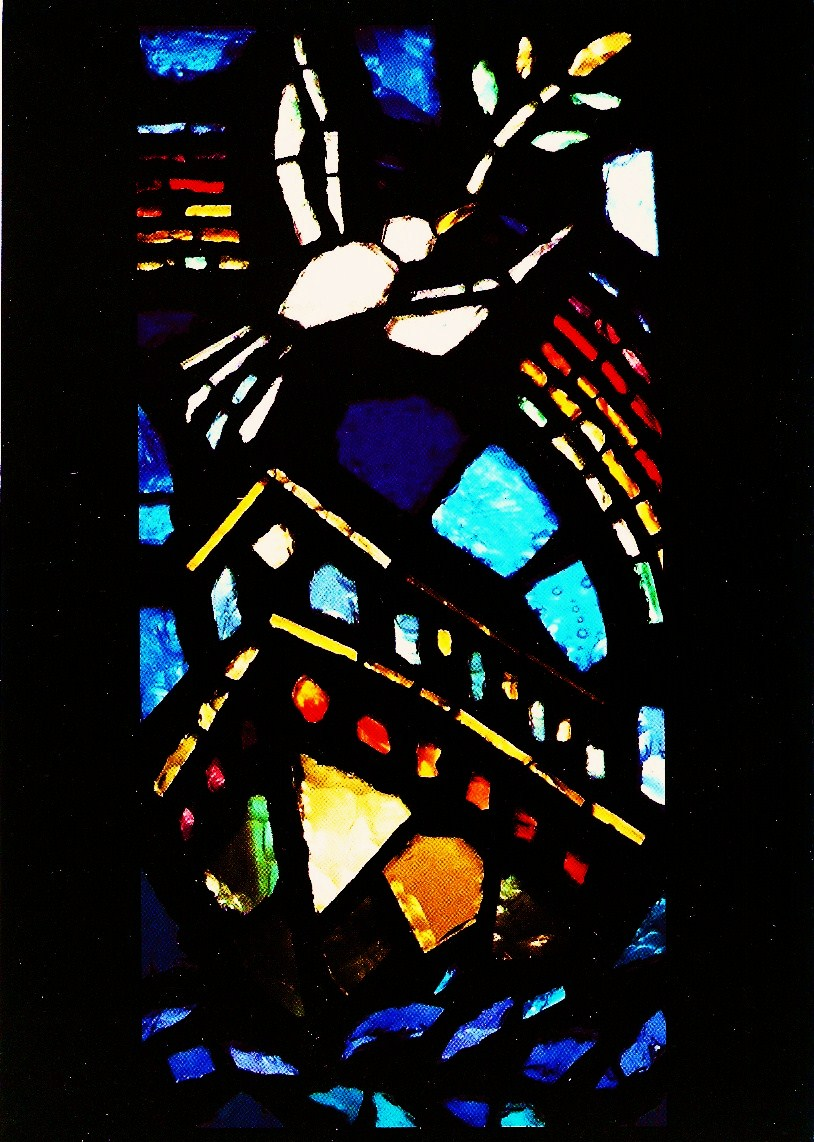
L'Arche de Noé, 1956
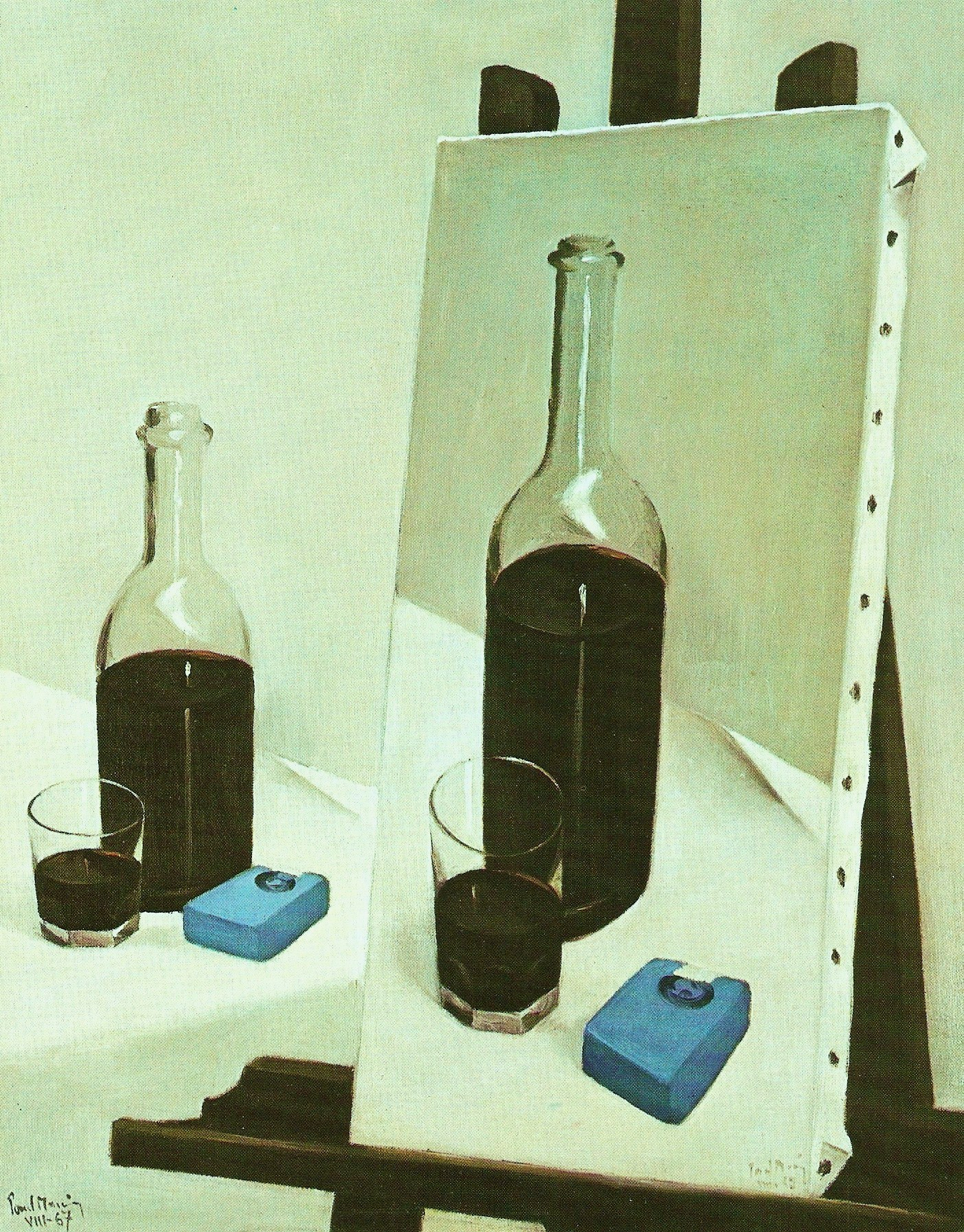
Le coup de rouge et son portrait, 92x73, huile sur toile, 1967
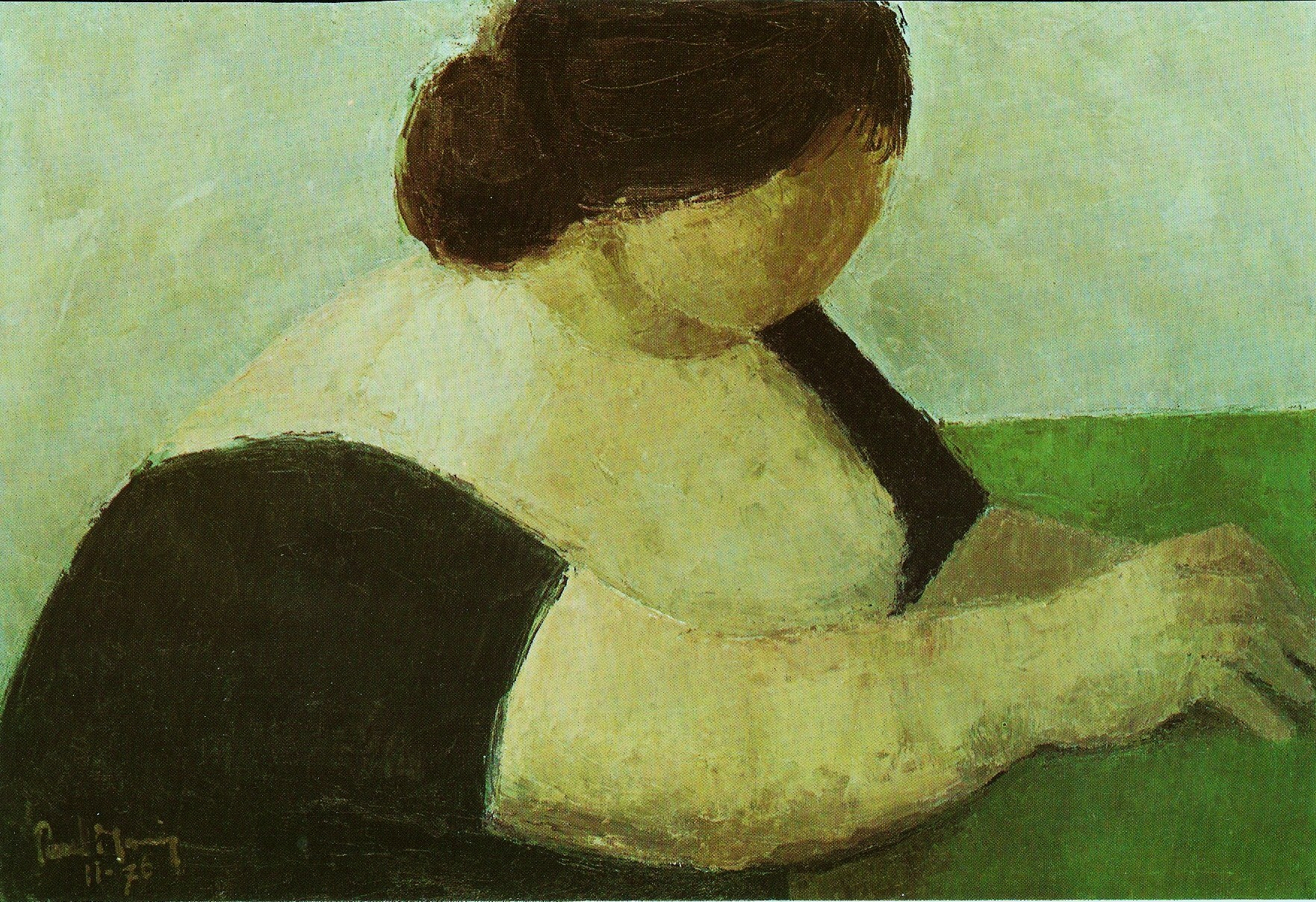
La Reina, 53x70, huile sur toile, 1976
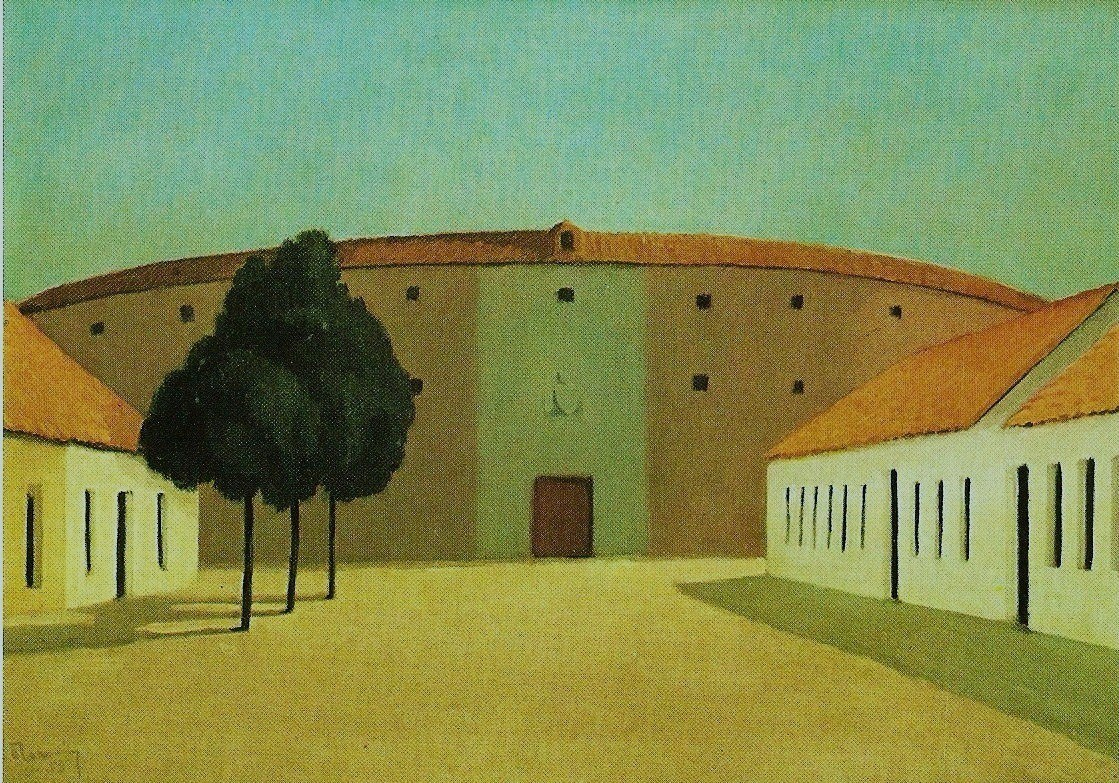
Aranjuez, 53x81, huile sur toile, 1955

« L'œuvre de Paul Monnier c'est d'abord et surtout de la peinture. Ce truisme recèle en effet une démarche constante, éminemment fidèle à elle-même et au métier-ce qui n'est pas un mince exploit dans un monde où, de plus en plus, l'activité créatrice paraît séquestrée par les manipulateurs de concepts et les jongleurs du verbe!
Mouvement aboli, vibration suspendue, objets et personnages immobilisés dans leur solitude intime, la composition devient, dans notre regard, poème sans parole, musique insonore. La boucle du parcours créateur est dès lors bouclée et la peinture rejoint son propre mystère. »